# Голубович, Александр Николаевич
Александр Николаевич Голубович (латыш. Aleksandrs Golubovičs; 20 июня 1961 — декабрь 2005) — советский, латвийский, израильский хоккеист, нападающий,  Мастер спорта СССР и тренер.

## Биография
Воспитанник хоккейной школы Усть-Каменогорска, первый тренер О. П. Домрачев). Серебряный призёр юношеского первенства СССР 1978 года в составе «Торпедо» Усть-Каменогорск. В первенстве СССР дебютировал в сезоне 1978/79, сыграв за «Торпедо» во второй лиге один матч. Три сезона провёл в «Латвияс Берзс» Рига. В сезонах 1982/83 — 1985/86 играл в высшей лиге за «Ижсталь». В сезоне 1986/87 выступал в первой лиге за «Бинокор» Ташкент.
Играл в чемпионате Латвии за «Сауреши» (1991/92) и «НИКС-Брих» (1992/93 — 1997/98, трёхкратный чемпион Латвии).
В 1998 году переехал в Израиль. Чемпион Израиля 1999, 2004, 2005. Последние годы был играющим тренером.
Скончался от сердечного приступа в начале декабря 2005 года во время матча чемпионата Израиля. Похоронен на кладбище кибуца Эйнат в Рош-ха-Аине.